# Izkí
Izkí (arabsky إزكي‎) je město a zároveň vilájet v ománském regionu ad-Dáchilíja vzdálené 130 kilometrů od Maskatského guvernorátu. Leží pod svahy horského masívu al-Hadžar, který tvoří jeho západní hranici. Vilájet zahrnuje 26 vesnic, k těm známějším patří Habl al-Hadíd, Karút, Mukazá, Umtaj a Zakét. Při sčítání lidu v roce 2003 obývalo město a přilehlé okolí 35 387 lidí.

## Historie
Pozůstatky hrobek a staveb z dob starobylých civilizací před několika tisíci lety zahrnují malé kulaté věže podobné věžím v Batu. Tyto se nacházejí na vrcholcích kopců při vesnici Zakét. Mimo starověkých památek jsou nejvýznačnějším rysem vilájetu vádí a otevřená poušť. Dále se zde nachází nespočet pevností, tvrzí, věží, starých obytných čtvrtí a také souqy (arabské trhy) a obezděné obytné čtvrti. Nejvýznamnější z nich je mezi vesnicemi Nizar a al-Jaman ležící pevnost Izkí. Nizar a al-Jaman jsou zemědělské vesnice, jež zavlažuje faladž al-Malki a stejně tak artéské studny.
Nejvýznamnější tvrzí je Kalaat al-Awamir, která byla vybudována tři staletí nazpět a stojí na skalnatém návrší. Na ploše vilájetu Izkí stojí celkem 142 malých věží včetně zrenovované věže Vádí al-Hadžar. Ve většině vesnic stojí přinejmenším věž jedna.

## Ekonomika
Hlavní průmyslová odvětví jsou kožedělný, tkalcovský a textilní. Obyvatelé Izki vykonávají řadu zaměstnání, nejrozšířenější jsou tesařství, a ve stavebnictví a zemědělství.